# Maršov (Malšice)
Maršov (německy Marschau) je malá vesnice, část městyse Malšice v okrese Tábor v Jihočeském kraji. Nachází se asi 3,5 kilometru jihovýchodně od Malšic. Maršov leží v katastrálním území Maršov u Tábora o rozloze 3,65 km².

## Historie
První písemná zmínka o vesnici pochází z roku 1347.

## Obyvatelstvo
| Rok            | 1869 | 1880 | 1890 | 1900 | 1910 | 1921 | 1930 | 1950 | 1961 | 1970 | 1980 | 1991 | 2001 | 2011 | 2021 |
| -------------- | ---- | ---- | ---- | ---- | ---- | ---- | ---- | ---- | ---- | ---- | ---- | ---- | ---- | ---- | ---- |
| Počet obyvatel | 183  | 214  | 241  | 222  | 192  | 181  | 204  | 170  | 149  | 132  | 132  | 118  | 121  | 118  | 100  |
| Počet domů     | 26   | 29   | 32   | 34   | 34   | 35   | 36   | 39   | 38   | 36   | 35   | 45   | 46   | 47   | 48   |

## Obecní správa
Při sčítání lidu v letech 1869–1980 Maršov byl samostatnou obcí v okrese Tábor. Od 1. července 1980 je částí městyse Malšice v okrese Tábor. V letech 1850–1879 a v letech 1961–1980 k obci patřila Obora a v letech 1961–1980 také Zhoř u Tábora.

## Galerie

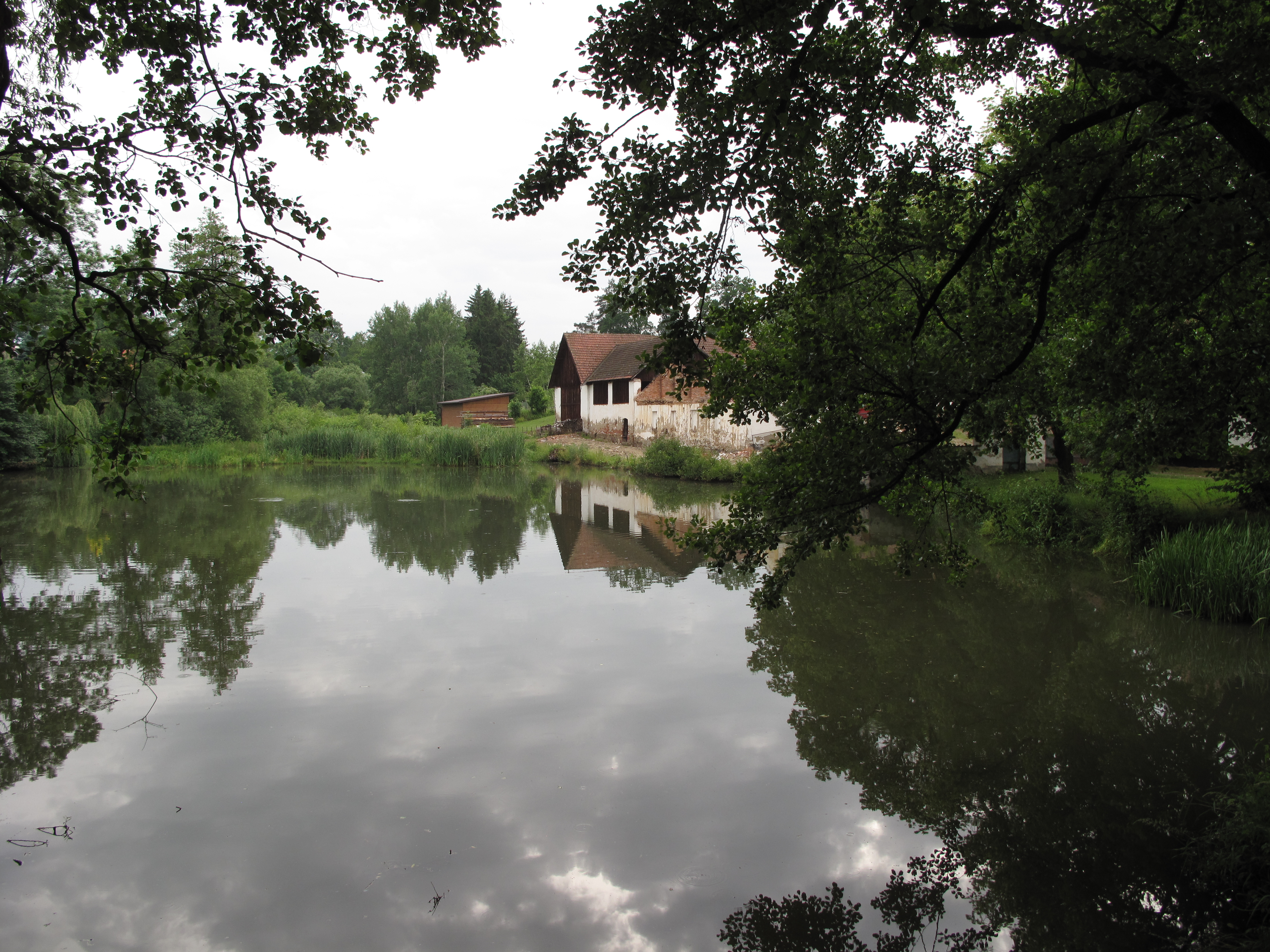
Rybník
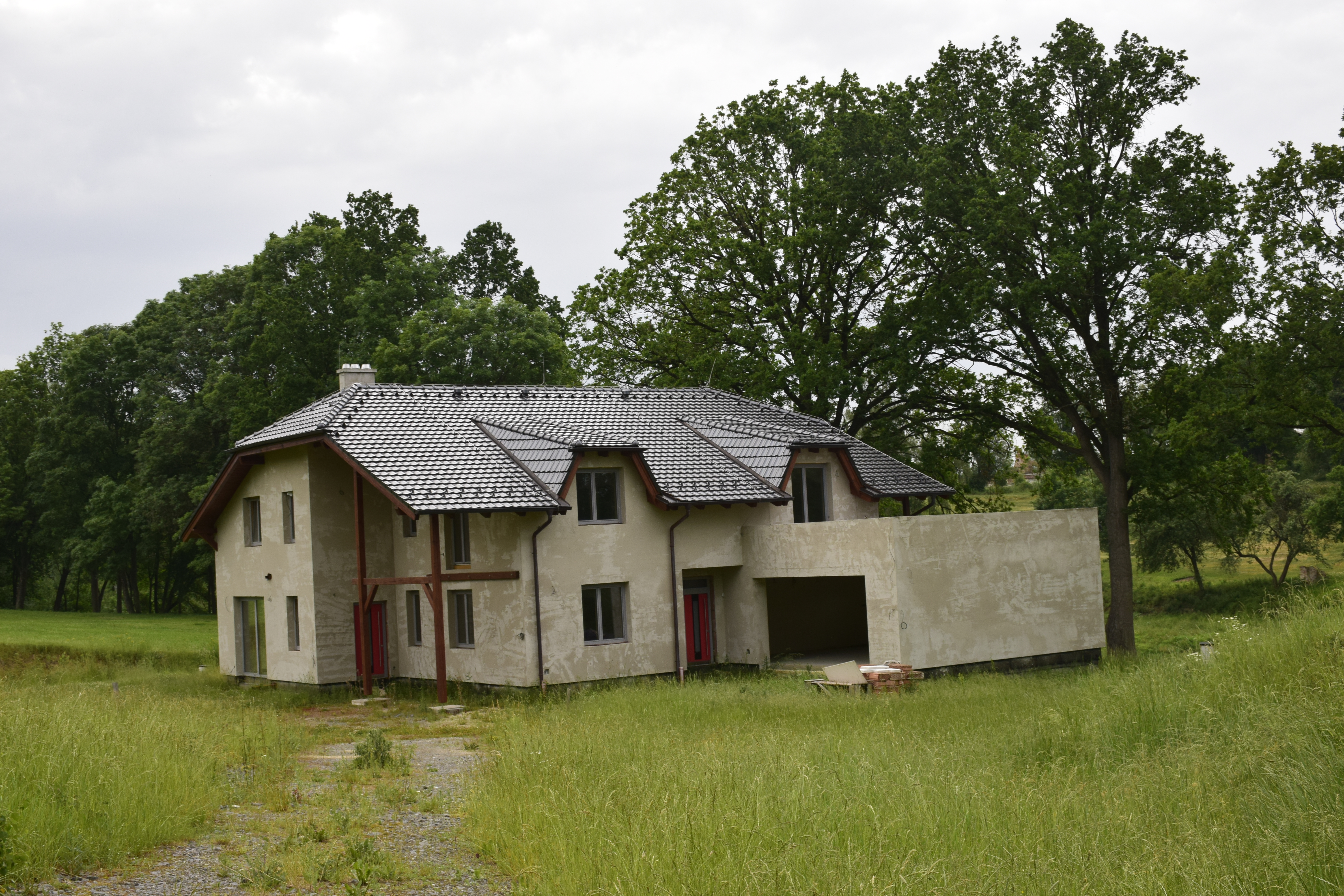
Novostavba
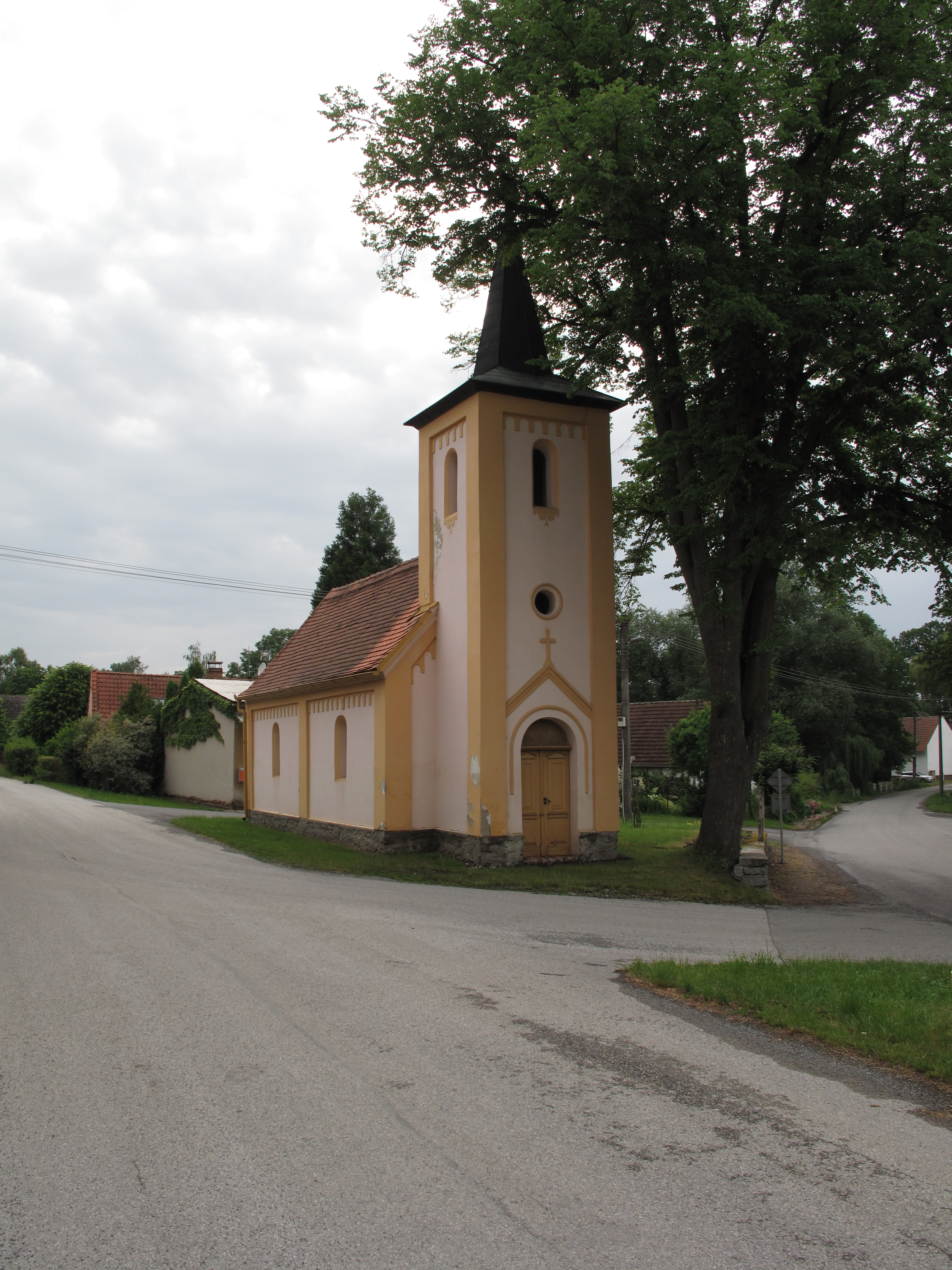
Kaplička
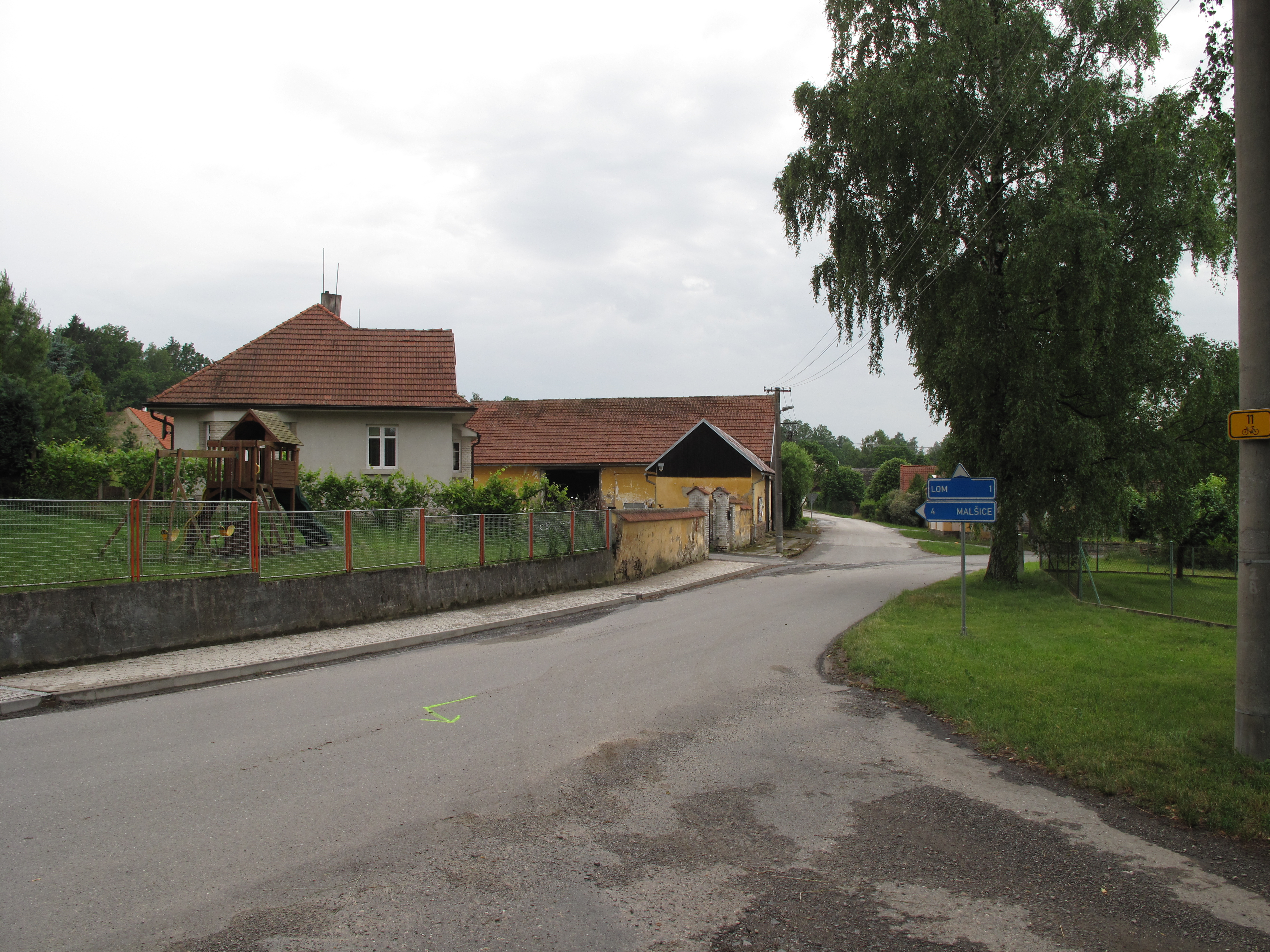
Cesta ke kapličce